# Melanolophia canadaria
Melanolophia canadaria är en fjärilsart som beskrevs av Achille Guenée 1858. Melanolophia canadaria ingår i släktet Melanolophia och familjen mätare. Inga underarter finns listade i Catalogue of Life.

## Bildgalleri

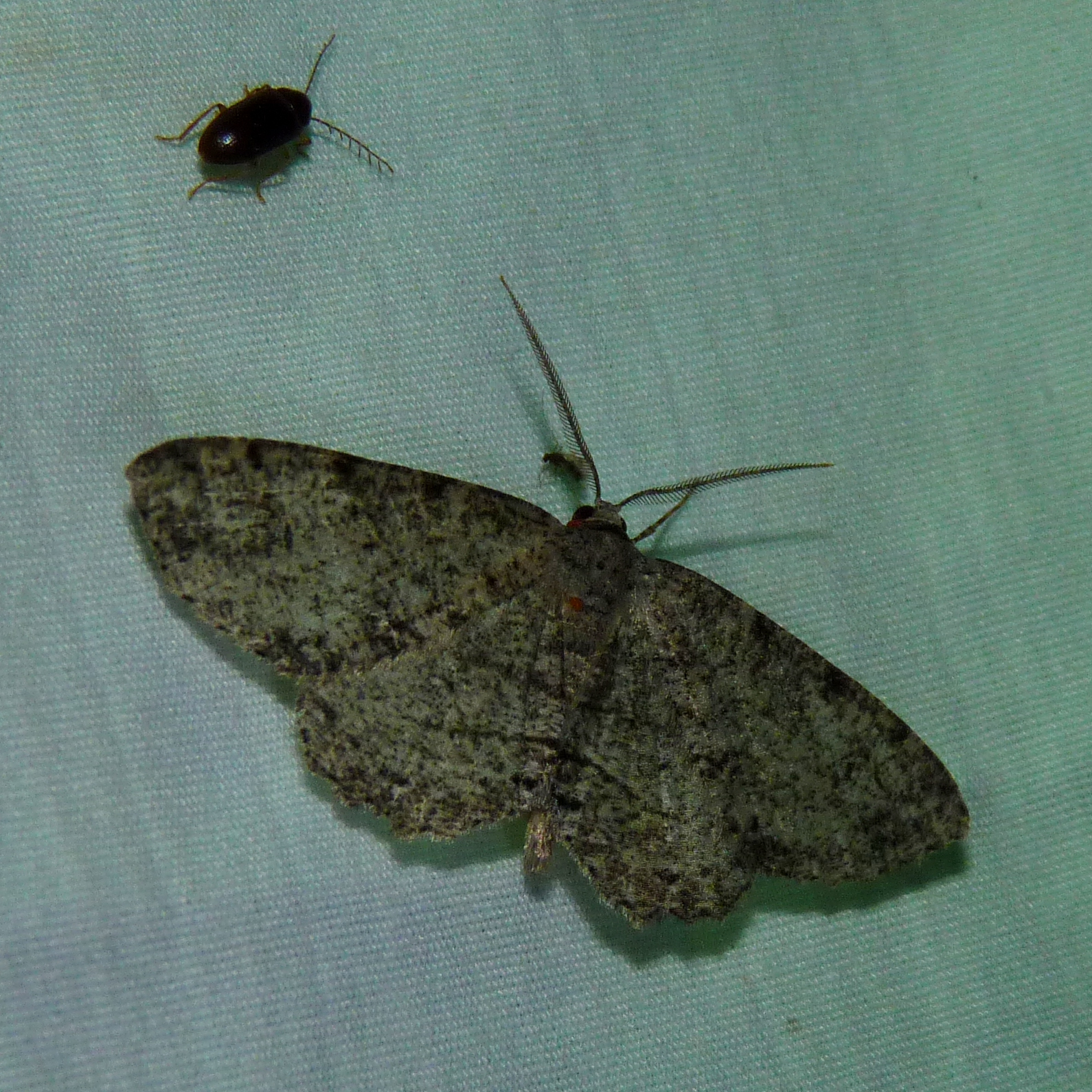